# Adam Borzobohaty
Adam Borzobohaty ps. „Jelita”, „Pietuszok” (ur. 24 grudnia 1909 w Wilnie, zm. 22 sierpnia 1992 w Bydgoszczy) – polski inżynier rolnictwa, podporucznik artylerii Wojska Polskiego i Armii Krajowej.

## Życiorys
Syn Konstantego Franciszka herbu Jelita i Marii Dominiki z domu Szrejber, brat m.in. gen. bryg. Wojciecha Borzobohatego, Kazimiery Radziszewskiej i Marii Woźnickiej.
Uczył się w Państwowym Gimnazjum im. św. Kazimierza w Nowej Wilejce, później studiował rolnictwo na Uniwersytecie Poznańskim. Po ukończeniu studiów pracował w Wileńskiej Izbie Rolniczej. W 1929 zgłosił się do służby wojskowej. Skończył Szkołę Podchorążych Rezerwy Artylerii we Włodzimierzu Wołyńskim w stopniu plutonowego podchorążego i otrzymał przydział do I dywizjonu 19 pułku artylerii polowej w Nowej Wilejce. Na stopień podporucznika został mianowany ze starszeństwem z dniem 1 stycznia 1933 i 459. lokatą w korpusie oficerów rezerwy artylerii. W 1935 przeniósł się do majątku rodzinnego Wesoły Dwór k. Zdzięcioła w woj. nowogrodzkim równocześnie pełnił obowiązki agronoma rejonowego w Zdzięciole.

### Kampania wrześniowa
Wojnę Obronną 1939 r. odbył w 19 pułku artylerii lekkiej 19 Dywizji Piechoty w składzie Armii „Prusy” na szlaku: Wieluń, Piotrków Trybunalski, Skarżysko-Kamienna, Góry Świętokrzyskie. Uniknął niewoli i pod dowództwem ppłk. Pełczyńskiego przedarł się do walczącej Warszawy. Po kapitulacji stolicy przedostał się do Wilna, dokąd przybył 15 października.

### Okupacja
W latach okupacji sowieckiej przystąpił do pracy w konspiracji. W tym samym czasie nawiązał kontakt z kpt. dypl. Antonim Olechnowiczem ps. „Pohorecki”. Po wybuchu wojny niemiecko-sowieckiej wrócił z rodziną z Wilna do Wesołego Dworu, gdzie kontynuował działalność konspiracyjną. Był współorganizatorem Obwodu „Mydło”, Okręgu Nowogrodzkiego AK. Od sierpnia 1941 do lipca 1942 r. był dowódcą plutonu konspiracyjnego AK. Następnie żołnierzem nowogródzkiego VIII batalionu piechoty „Bohdanka” 77 pp 19 DP AK. W Wesołym Dworze ukrywał Żydów z Wilna, Zdzięcioła, a także z Warszawy (m.in. Ludwika Frydego znanego krytyka literackiego). W 1942 r. uciekł przed aresztowaniem przez Gestapo i pod zmienionym nazwiskiem podjął pracę w majątku Szumsk w pow. wileńsko-trockim. Nadal działał w konspiracji, dowodził plutonem kolarzy w 10 Brygadzie AK. Po operacji Ostra Brama uniknął rozbrojenia przez czerwonoarmistów i wrócił do Wilna. Jego mieszkanie przy ul. Rossa 10 było punktem kontaktowym mjr. dypl. Olechnowicza. Po założeniu przez NKWD „kotła” w jego mieszkaniu i zagrożeniu aresztowaniem wyjechał pociągiem „repatryjacyjnym” z Ignalina.

### W powojennej Polsce
Po przyjeździe osiedlił się w Międzyrzeczu. Później, od 1946 do kwietnia 1947, pracował w gospodarstwie Uniwersytetu Poznańskiego w Swadzimiu k. Poznania. W maju 1947 r. został zatrudniony w Plewiskach k. Poznania jako kierownik gospodarstwa Państwowego Instytutu Naukowego Leczniczych Surowców Roślinnych w Poznaniu. Po przeniesieniu Okręgu Wileńskiego AK do Polski prowadził punkt kontaktowy, m.in. przekazywał zasiłki pieniężne dla rodzin akowców represjonowanych przez NKWD. Współpracował z ostatnim komendantem Okręgu Wileńskiego ppłk. dypl. Antonim Olechnowiczem. W lipcu 1948 r. został aresztowany przez UB, w 1949 skazany na 6 lat więzienia, a w 1950 r. wyrok ten podwyższono do 8 lat z pozbawieniem praw obywatelskich, honorowych i konfiskatę mienia. Wyrok odbywał we Wronkach, później w Potulicach; po rewizji wyroku w grudniu 1954 r. został wypuszczony na wolność.
W latach 1955–1956 był zatrudniony w Przedsiębiorstwie Robót Wodno-Melioracyjnych w Ostródzie jako kierownik zagospodarowania. Następnie od 1957 do 1958 pracował w PWRN Wydział Rolny Rolniczy Rejonowy Zakład Doświadczalny w Barzkowicach, a od 1958 do 1966 jako dyrektor w PWRN Szczecin Stacja Oceny Odmian w Prusimiu. W sierpniu 1966 został zatrudniony w Wojewódzkim Biurze Geodezji i Urządzeń Rolnych w Bydgoszczy jako kierownik pracowni robót polnych. Po zawale w 1972 przeszedł na rentę, a w 1974 na emeryturę. W 1990 został zrehabilitowany.
Od 1935 był żonaty z Heleną Krakowską, z którą miał troje dzieci: Ewę, Kalinę i Jacka. Dwa lata po jej śmierci (1972) wziął ślub z Jadwigą Czernis.
Był współzałożycielem Duszpasterstwa byłych Mieszkańców Kresów Wschodnich Wileńsko-Nowogrodzkiego Światowego Związku Żołnierzy AK przy parafii pw. św. Polskich Braci Męczenników w Bydgoszczy.

## Ordery i odznaczenia
- Krzyż Kawalerski Orderu Odrodzenia Polski (1990)
- Krzyż Armii Krajowej (1973)
- Medal Wojska (1948) czterokrotnie
- Medal „Za udział w wojnie obronnej 1939” (1987)